# Петр IV из Рожмберка
Петр IV из Рожмберка (чеш. Petr IV. z Rožmberka; 17 января (?) 1462 — 9 октября 1523, Крумлов) — средневековый южночешский феодал из влиятельного аристократического рода панов из Рожмберка, владарж Рожмберкского дома с 1493 года, высочайший гетман Чешского королевства.

## Происхождение и молодые годы
Петр IV родился 17 января (?) 1462 года шестым ребёнком и третьим сыном владаржа Рожмберкского дома Яна II из Рожмберка и княжны Анны Глоговской. В молодости получил образование в университете Болоньи, где проникся духом ренессанса и идеями гуманизма.

## Карьера при дворе
Титул владаржа Рожмберкского дома Петр унаследовал в 1493 году после ухода от дел своего старшего брата Вока II из Рожмберка. При короле Владиславе II Ягеллоне Петр из Рожмберка занял должность высочайшего земского гетмана Чешского королевства (высочайший гетман и высочайший бургграф Чешского королевства совместно замещали короля во время его отсутствия в Чехии), которую до него занимал его брат Вок II. Он добровольно ушёл с этой должности при условии, что король Владислав передаст её Петру IV. Однако Петр также вскоре добровольно оставил пост высочайшего гетмана, так как его значительные затраты, связанные с выполнением этой функции, никак не компенсировались ему королём. 25 июля 1508 года Петр из Рожмберка совместно с восемью другими высочайшими сановниками королевства, среди которых был и его друг высочайший бургграф королевства Зденек Лев из Рожмиталя, был назначен опекуном малолетнего королевича Людвика Ягеллонского. В следующем году во время коронации трёхлетнего Людвика как наследника чешского трона Петр IV вместе со Зденеком Львом из Рожмиталя нёс его корону.
Важным достижением Петр IV во время его службы при королевском дворе стало законодательное закрепление привилегированного положения рода Рожмберков среди знатнейших аристократических семей Чехии. В статье 1 утверждённого сеймом в 1500 году Земского уложения Чешского королевства стараниями Петра из Рожмберка было закреплено следующее положение: «В качестве права установлено, каким образом рассаживаться в земском суде. Первым восседает Его Милость король на своём престоле в земском суде; возле ног Его Милости — высочайший бургграф пражский, а по правую руку от короля — пан из Рожмберка, если он заседает в земском суде, а около него — высочайший гофмистр земский».

## Хозяйственная деятельность
Оставив должность высочайшего гетмана королевства, Петр полностью посвятил себя хозяйственной деятельности в своих родовых имениях, в чём достиг немалых успехов. К слову сказать, его друг Зденек Лев из Рожмиталя, оставшийся в должности высочайшего бургграфа королевства, настолько погряз в долгах и так запустил управление своими владениями, что вскоре это привело его род к банкротству.
Петр из Рожмберка активно содействовал организации и развитию хозяйственных предприятий в своих панствах, прежде всего, в сфере рыбоводства, главным организатором которого при нём был Штепанек Нетолицкий. Другим важным направлением хозяйственной активности Петра IV было развитие горного дела, главным образом, добычи серебряной и золотой руды в окрестностях Крумлова. В 1515 году Петр IV ввёл в своих владениях Горный устав, довольно передовой и первый в своём роде в Чехии. Устав регулировал взаимоотношения между владевшим рудниками паном, горными учреждениями и горняками, которым передавались в аренду отдельные участки недр («рудничные доли»).
При Петре IV из Рожмберка появились первые ренессансные элементы в архитектурном облике города Крумлова, бывшего центром его владений. Должность канцлера при нём занимал Вацлав из Ровнего, также сторонник гуманистических идей.

## Последние годы
В 1519 году стареющий и болезненный Петр IV, не имевший сыновей, решил отойти от дел и уведомил своих четырёх племянников о желании отказаться от титула владаржа дома Рожмберков, указав в качестве своего преемника старшего из них — Яна III из Рожмберка, возглавлявшего в то время чешский приорат ордена иоаннитов. Братья Яна — Йиндржих VII, Йошт III и Петр V — воспротивились этому решению, в частности, из-за того, что Ян III являлся членом монашеского рыцарского ордена и по причине принятого на себя целибата не мог иметь потомков. Племянники Петра добивались раздела между ними родовых владений после его смерти и отмены титула владаржа. Недовольство племянников Петра IV его решением о наследнике титула стало причиной начала их конфликта с дядей. Петр в том же году составил завещание, в котором, вместо раздела рожмберкских владений, лишил недовольных племянников всякого наследства, о чём они не подозревали до самой его смерти и потому не стали возражать против занесения завещания в земские доски.
Не сумев достичь согласия с племянниками в ходе переписки, Петр предложил им встретиться в Воднянах, что и было сделано в том же году. В Воднянах было заключено соглашение о разделе рожмберкских владений между Петром IV и его племянниками, при этом последние обязались после его смерти прислушиваться к мнению их старшего брата Яна III. Для раздела между тремя младшими братьями была предназначена восточная часть рожмберкских владений. В том же году соглашение было записано в земские доски. Таким образом, начиная с 1519 года Петр IV управлял лишь западной частью рожмберкской доминии, а её восточная часть перешла под управление его племянников. По мнению Симоны Котларовой, не исключено, что Петр из Рожмберка уже тогда отказался от титула владаржа в пользу Йиндржиха VII, а Йосеф Витезслав Шимак утверждал, что Петр передал титул владаржа Йиндржиху в 1521 году, когда сильно занемог.
Петр IV из Рожмберка умер 9 октября 1523 года в Крумлове и был погребён в фамильной усыпальнице в Вишебродском монастыре. Согласно завещанию Петра, датированному 10 июня 1521 года, большая часть рожмберкской доминии, включая Гельфенбуркское, Рожмберкское и Новоградское панства, передавалась его любимому племяннику Яну III из Рожмберка с условием, что он вернёт некоторые владения, ранее конфискованные у нескольких монастырей. Завещание содержало условие, согласно которому в случае смерти Яна III и отсутствия у него потомков унаследованные им фамильные владения Рожмберков должны были быть разделены между панами Зденеком Львом из Рожмиталя (получал панства Чески-Крумлов и Прахатице), Яном из Швамберка (Гельфенбуркское панство с Баворовом), Криштофом I из Швамберка (Новоградское панство), Яном Голицким из Штернберка (панства Рожмберк и Виткув-Камен) и Ганушем из Гардека (панство Гашлах). Это стало главной причиной последовавшего конфликта между Яном III и его братьями.

## Семья
В 1483 году Петр женился на Альжбете (Элишке) из Краварж и из Стражнице, состоятельной вдове пана Петрольта из Липе (ум. ок. 1482). Альжбета умерла в 1500 году, их единственный ребёнок с Петром, дочь Барбора, умерла в юном возрасте.